# 神経因性消化管障害
神経因性消化管障害（しんけいいんせいしょうかかんしょうがい）、Neurogenic bowel dysfunction（NBD）とは、神経系（特に末梢神経）の病変による上部消化管障害（胃もたれ・嘔吐: 胃排出能の低下）および下部消化管障害（便秘・便失禁:大腸通過時間の延長・直腸肛門機能障害）のこと。末梢神経疾患（糖尿病性ニューロパチーなど。パーキンソン病/レビー小体型認知症のNBDは主に末梢由来[後述]）・脊髄疾患（脊髄損傷、多発性硬化症、二分脊椎など。多系統萎縮症のNBDは主に脊髄由来[後述]）で多く、稀に脳疾患（脳幹梗塞など）でもきたす場合がある。脳神経内科・消化器内科で担当する。適切な治療により、上記症状が改善されることが多い。

## 症状と徴候
上部消化管症候には胃もたれ、胃食道逆流、高度の場合嘔吐など、下部消化管症候には便秘（週3回未満または排便困難のあるもの）・下痢・便失禁、高度の場合偽性腸閉塞（イレウス）などがある。問診票と、ブリストル・スケール便形状表（便形状は大腸通過時間と相関）を行う。

## 原因
原因疾患は脊髄・末梢神経疾患が多く、稀に脳疾患でもみられる場合がある。

### 脊髄損傷
脊髄損傷は脊髄疾患の代表的なものであり、大腸通過時間の延長（通過遅延型便秘）、直腸固有収縮の低下・排便時の奇異性括約筋収縮（anismus）（直腸肛門型便秘）が高頻度にみられる。胸腰椎損傷（腰仙髄障害）では、四肢の症状を伴わず神経因性消化管障害・神経因性膀胱を単独できたすこともある。

### 二分脊椎
二分脊椎は神経管の形成障害によるもので、腰仙髄の腰膨大・脊髄円錐部に好発する。脊髄係留症候群では馬尾神経も障害される。すなわち、二分脊椎では、四肢の症状を伴わず神経因性消化管障害・神経因性膀胱を単独できたすことも少なくない。成人期に発症する場合もあり、潜在性二分脊椎という。二分脊椎では直腸肛門型便秘・便失禁がしばしばみられる。神経因性膀胱が同時にみられる。

### 多発性硬化症・視神経脊髄炎スペクトラム病
多発性硬化症（multiple sclerosis、MS）・その類縁疾患である視神経脊髄炎スペクトラム病（neuromyelitis optica spectrum disorder、NMOSD）は、自己免疫性疾患であり、大脳・小脳・脳幹・視神経・脊髄と広汎な病変を来し、このうち脊髄症状で発症することも非常に多い。MS, NMOSDでは大腸通過時間の延長（通過遅延型便秘）、直腸肛門型便秘が高頻度にみられる。

### 脳疾患
脳幹梗塞で稀に神経因性消化管障害をきたすことが知られている。

### パーキンソン病/レヴィー小体型認知症
パーキンソン病（PD）/レヴィー小体型認知症（DLB）は高齢者の8%程度にみられるとも言われ、脳疾患であるのみならず、末梢自律神経線維（catecholaminergic fiber）にレビー小体・レヴィーニューライトが出現する全身病であり、便秘・イレウスをきたす代表的な疾患である。レヴィー小体型認知症は、パーキンソン病が大脳に広がった病気といえ、パーキンソン病よりも神経因性消化管障害が多くみられる。
PD/DLBの消化管運動障害の中で、上部消化管症候（胃もたれ、胃食道逆流）は30%程度、下部消化管症候（便秘: 週3回未満または排便困難のあるもの）は70%にみられる。自覚症状がない患者でも、機能検査を行うと、胃排出能の低下、大腸通過時間の延長・直腸肛門ビデオマノメトリーの異常が高頻度に認められる。胃排出が高度に低下すると、胃瘻増設PD患者で、流動食の気管内逆流・誤嚥性肺炎をきたす場合もある。腸運動が高度に低下すると、麻痺性イレウス等で緊急入院をする場合もある。

### 糖尿病性ニューロパチー
糖尿病は高齢者の20%程度にみられ、このうち40%程度に末梢神経障害（ニューロパチー）を伴うとされる。糖尿病性ニューロパチーでは、大腸通過時間の延長・直腸肛門型便秘に加え、直腸感覚の低下をきたす場合もある。

## 機序
腸管壁は外側から、漿膜、縦走筋、アウエルバッハ神経叢、輪状筋、マイスナー神経叢、粘膜下組織、粘膜から構成されている。2層の筋層は、下部尿路と異なり、壁内固有神経叢の支配が大きいとされ、同時に消化管ホルモンなどの液性因子の支配を受ける。一方、脳幹や脊髄の障害でイレウスをきたすことが知られており、これは下部消化管を支配する中枢神経の障害によると考えられる。小腸・結腸近位部（右側結腸）は延髄・迷走神経（副交感神経）、結腸遠位部（左側結腸）/S字結腸・直腸はS2-4中間外側核・骨盤神経（副交感神経）、内肛門括約筋はT12-L2中間外側核・下腹神経（交感神経）、外肛門括約筋はS2-4オヌフ核・陰部神経（体性神経）の支配を受けている（図1）。さらに腸管運動の高次中枢として、脳幹のバリントン核（腸管促進的）、大脳基底核（腸管促進的）、視床下部、大脳皮質などが指摘されている。腹圧の高次中枢として、橋のケリカー・フス核、傍脚核、延髄腹側の呼吸関連ニューロン、大脳皮質などが指摘されている。これらの中で、末梢神経障害・脊髄障害が、神経因性消化管障害に大きく関与している
。

## 診断

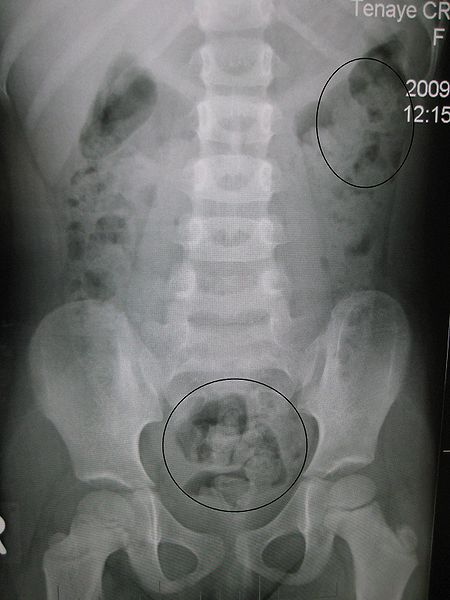
This image shows constipation in a young child as seen on X- ray.

通過遅延型便秘～大腸通過時間検査は、腸管内容の大腸吻側部から直腸への輸送機能をみる検査である。レントゲン不透過性・非吸収性の小さなリング状マーカーが入っている検査用カプセルを使用する。検査用カプセルを、朝1カプセル、連続6日間飲んでもらう。7日目に腹部単純レントゲンを撮影する。検査中の１週間、食事・飲水・運動は普段通りとするが、下剤や浣腸は原則として使用しない。腹部単純レントゲン上で、第5腰椎椎体、骨盤出口部右側内縁、左腸骨稜を解剖学的目印として線を引き、右側結腸、左側結腸、S字結腸/直腸の3領域を決める。それぞれの領域内で、マーカーの数を計測する。6日間排便がないと、マーカーは120個残っていることになる。マーカー数に1.2をかけたものを大腸通過時間（colonic transit time: CTT）とする。正常所見は平均右側CTT 6.9時間、左側CTT 14.1時間、S字結腸・直腸CTT18.0時間、全大腸CTT39.0時間程度である。本検査の値は、RIを用いた測定値と良く相関するといわれる。大腸通過時間延長（通過遅延型便秘）の機序として、上述した大腸の蠕動運動低下が最も考えられる。このため通過遅延型便秘は弛緩性便秘ともいわれる。パーキンソン病では特にS字結腸・直腸CTTと全大腸CTTが正常群の2倍程度に延長しており、パーキンソン病でしばしばみられる排便回数の低下の一因と考えられる。脊髄疾患でもしばしば大腸通過時間が延長し、脊髄内排便下行路（側索）の障害によるものと考えられる。直腸肛門型便秘～直腸肛門ビデオ内圧検査、排便造影defecography、バロスタット検査などを行う。

解説: 自律神経不全 autonomic failure/ dysfunction (脳神経内科・整形外科の疾患であるパーキンソン病・多系統萎縮症・脊髄損傷・糖尿病性末梢神経障害などに伴う自律神経障害)の中の神経因性消化管障害は、心因性内臓障害 (精神科の疾患である不安症 anxiety に伴う身体症状症 psychogenic somatic symptom disorder P-SSD の中の内臓症状) の中の機能性胃腸症・過敏性腸症候群と異なる。  神経因性消化管障害は、機能性胃腸症・過敏性腸症候群と比べて重症のことが多く、イレウス・腸捻転で緊急手術を要する場合もある。

## 治療とケア
便秘の治療として、まず、運動（運動中は腸運動が抑制され、運動後の安静時に腸運動が亢進する）、トイレの工夫を行う（アジア式の蹲踞に近い姿勢は、直腸肛門角が開大して排便時の腹圧が減少する）。薬剤として、便膨化薬（腸管壁を伸展して腸運動を促進: psyllium、polyethylene glycol 3350、ポリカルボフィルなど）、便軟化薬（ルビプロストン、リナクロチド、エロビキシバット、マグネシウムなど）、ヨーグルトおよび腸内環境調整薬（プロバイオティクスともいう、ビフィズス菌（Bifidobacterium）や乳酸菌の一種として知られるラクトバシラス属（Lactobacillus）など）を投与する。
これらの治療が十分でない場合、通過遅延型便秘の治療として、胃腸運動促進薬（プロカイネティクスともいう、Ach系のニザチジン、セロトニン5HT4系のモサプリド、漢方薬の六君子湯、大建中湯など）を投与する。直腸肛門型便秘の治療として、排便反射を促す目的でレシチン/炭酸座薬、グリセリン浣腸などを使用する。PSD/アニスムスに対して、欧米ではボツリヌス毒素注射が有効と報告されている。

## 引用
1. ↑  “Sample records for neurogenic bowel dysfunction”. science.gov. 2018年9月29日時点のオリジナルよりアーカイブ。2018年9月28日閲覧。
2. ↑  Emmanuel, A (2010-02-09). “Review of the efficacy and safety of transanal irrigation for neurogenic bowel dysfunction” (英語). Spinal Cord 48 (9):  664–673. doi:10.1038/sc.2010.5. PMID 20142830.
3. ↑  Brookes, SJ; Dinning, PG; Gladman, MA (December 2009). “Neuroanatomy and physiology of colorectal function and defaecation: from basic science to human clinical studies”. Neurogastroenterol Motil 21:  9–19. doi:10.1111/j.1365-2982.2009.01400.x. PMID 19824934.
4. ↑  Palit, Somnath; Lunniss, Peter J.; Scott, S. Mark (2012-02-26). “The Physiology of Human Defecation” (英語). Dig Dis Sci 57 (6):  1445–1464. doi:10.1007/s10620-012-2071-1. PMID 22367113.
5. ↑  Qi, Zhengyan; Middleton, James W; Malcolm, Allison (2018-08-29). “Bowel Dysfunction in Spinal Cord Injury” (英語). Curr Gastroenterol Rep 20 (10):  47. doi:10.1007/s11894-018-0655-4. PMID 30159690.
6. ↑  Nielsen, S D; Faaborg, P M; Christensen, P; Krogh, K; Finnerup, N B (2016-08-09). “Chronic abdominal pain in long-term spinal cord injury: a follow-up study” (英語). Spinal Cord 55 (3):  290–293. doi:10.1038/sc.2016.124. PMID 27502843.
7. 1 2 3  Krogh, K; Christensen, P; Laurberg, S (June 2001). “Colorectal symptoms in patients with neurological diseases”. Acta Neurol Scand 103 (6):  335–343. doi:10.1034/j.1600-0404.2001.103006335.x. PMID 11421845.Krogh, K; Christensen, P; Laurberg, S (June 2001). "Colorectal symptoms in patients with neurological diseases". Acta Neurol Scand. 103 (6): 335–343. doi:10.1034/j.1600-0404.2001.103006335.x. PMID 11421845. S2CID 28090580.
8. ↑  Pellatt, Glynis Collis (2008). “Neurogenic continence. Part 1: pathophysiology and quality of life” (英語). Br J Nurs 17 (13):  836–841. doi:10.12968/bjon.2008.17.13.30534. PMID 18856146.
9. ↑  Cotterill N, Madersbacher H, Wyndaele JJ, Apostolidis A, Drake MJ, Gajewski J, Heesakkers J, Panicker J, Radziszewski P, Sakakibara R, Sievert KD, Hamid R, Kessler TM, Emmanuel A (2018). “Neurogenic bowel dysfunction: Clinical management recommendations of the Neurologic Incontinence Committee of the Fifth International Consultation on Incontinence 2013.”. Neurourol Urody 37 (1):  46-53. doi:10.1002/nau.23289.
10. ↑  Sakakibara, R (2021). “Gastrointestinal dysfunction in neuroinflammatory diseases: Multiple sclerosis, neuromyelitis optica, acute autonomic ganglionopathy and related conditions.”. Auton Neurosci May 232:  102795. doi:10.1016/j.autneu.2021.102795.
11. ↑  Sakakibara, R (2021). “Gastrointestinal dysfunction in movement disorders.”. Neurol Sci 42 (4):  1355-1365. doi:10.1007/s10072-021-05041-4.
12. ↑  Awad, Richard A (2011). “Neurogenic bowel dysfunction in patients with spinal cord injury, myelomeningocele, multiple sclerosis and Parkinson's disease” (英語). World Journal of Gastroenterology 17 (46):  5035–48. doi:10.3748/wjg.v17.i46.5035. PMC 3235587. PMID 22171138.
13. 1 2  Preziosi, Giuseppe; Emmanuel, Anton (2009). “Neurogenic bowel dysfunction: pathophysiology, clinical manifestations and treatment” (英語). Expert Rev Gastroenterol Hepatol 3 (4):  417–423. doi:10.1586/egh.09.31. PMID 19673628.Preziosi, Giuseppe; Emmanuel, Anton (2009). "Neurogenic bowel dysfunction: pathophysiology, clinical manifestations and treatment". Expert Rev Gastroenterol Hepatol. 3 (4): 417–423. doi:10.1586/egh.09.31. PMID 19673628. S2CID 37109139.
14. ↑  Krogh, Klaus; Christensen, Peter (2009). “Neurogenic colorectal and pelvic floor dysfunction”. Best Pract Res Clin Gastroenterol 23 (4):  531–543. doi:10.1016/j.bpg.2009.04.012. PMID 19647688.
15. ↑  Amarenco, G. (2014). “Bristol Stool Chart : étude prospective et monocentrique de " l'introspection fécale " chez des sujets volontaires”. Progrès en Urol 24 (11):  708–713. doi:10.1016/j.purol.2014.06.008. PMID 25214452.
16. ↑  Faaborg, P M; Christensen, P; Rosenkilde, M; Laurberg, S; Krogh, K (2010-11-23). “Do gastrointestinal transit times and colonic dimensions change with time since spinal cord injury?” (英語). Spinal Cord 49 (4):  549–553. doi:10.1038/sc.2010.162. PMID 21102573.
17. 1 2  den Braber-Ymker, Marjanne; Lammens, Martin; van Putten, Michel J.A.M.; Nagtegaal, Iris D. (2017-01-06). “The enteric nervous system and the musculature of the colon are altered in patients with spina bifida and spinal cord injury” (英語). Virchows Archiv 470 (2):  175–184. doi:10.1007/s00428-016-2060-4. PMC 5306076. PMID 28062917.den Braber-Ymker, Marjanne; Lammens, Martin; van Putten, Michel J.A.M.; Nagtegaal, Iris D. (2017-01-06). "The enteric nervous system and the musculature of the colon are altered in patients with spina bifida and spinal cord injury". Virchows Archiv. 470 (2): 175–184. doi:10.1007/s00428-016-2060-4. PMC 5306076. PMID 28062917.
18. ↑  Gramlich, T.; Puet, T. (August 1998). “Long-term safety of pulsed irrigation evacuation (PIE) use with chronic bowel conditions”. Digestive Diseases and Sciences 43 (8):  1831–1834. doi:10.1023/a:1018808408880. ISSN 0163-2116. PMID 9724176.
19. ↑  McClurg, Doreen; Norton, Christine (2016-07-27). “What is the best way to manage neurogenic bowel dysfunction?” (英語). BMJ 354:  i3931. doi:10.1136/bmj.i3931. PMID 27815246 2018年9月18日閲覧。.
20. ↑  Ray, Kausik; McFall, Malcolm (April 2010). “Large bowel enema through colostomy with a Foley catheter: a simple and effective technique”. Annals of the Royal College of Surgeons of England 92 (3):  263. doi:10.1308/rcsann.2010.92.3.263. ISSN 1478-7083. PMC 3080060. PMID 20425893.